# Байрацька сільська рада (Росія)
Байра́цька сільська рада (рос. Байракский сельский совет) — сільське поселення у складі Шадрінського району Курганської області Росії.
Адміністративний центр та єдиний населений пункт — село Байрак.
Населення сільського поселення становить 61 особа (2017; 106 у 2010, 221 у 2002).